# Championnat d'Écosse de rugby à XV de 2e division
 (signalé en mai 2025).
Si vous disposez d'ouvrages ou d'articles de référence ou si vous connaissez des sites web de qualité traitant du thème abordé ici, merci de compléter l'article en donnant les références utiles à sa vérifiabilité et en les liant à la section « Notes et références ».
- Archive Wikiwix
- Bing
- Cairn
- DuckDuckGo
- E. Universalis
- Gallica
- Google
- G. Books
- G. News
- G. Scholar
- Persée
- Qwant
- (zh) Baidu
- (ru) Yandex
- (wd) trouver des œuvres sur Wikidata

Le Championnat d'Écosse de rugby à XV de 2e division, appelé Scottish Premiership Division 2 ou RBS National League, du nom de son sponsor principal Royal Bank of Scotland, est un championnat national ouvert aux clubs écossais de rugby à XV en dessous de la première division. 

## Historique
Voir Scottish Premiership Division 1.

## Clubs de l'édition 2013-2014
| Club                    | Ville     |
| ----------------------- | --------- |
| Biggar RFC              | Biggar    |
| GHA                     | Glasgow   |
| Hillhead Jordanhill RFC | Glasgow   |
| Kelso RFC               | Kelso     |
| Selkirk RFC             | Selkirk   |
| Stewart's Melville FP   | Édimbourg |
| Watsonians RFC          | Édimbourg |
| Dundee HSFP             | Dundee    |
| Peebles RFC             | Peebles   |
| Boroughmuir RFC         | Édimbourg |

## Palmarès
| - 1974 : Kelso - 1975 : Langholm - 1976 : Selkirk - 1977 : Melrose - 1978 : Kelso - 1979 : Melrose - 1980 : Gordonians RFC - 1981 : Selkirk - 1982 : Kilmarnock RFC - 1983 : Ayr | - 1984 : Glasgow Academicals - 1985 : Kilmarnock RFC - 1986 : Glasgow Academicals - 1987 : Kilmarnock RFC - 1988 : Jed-Forest - 1989 : Stirling County - 1990 : Edinburgh Wanderers - 1991 : Watsonians - 1992 : Kelso - 1993 : West of Scotland | - 1994 : Glasgow Hawks - 1995 : Kelso - 1996 : Currie - 1997 : Edinburgh FC - 1998 : Glasgow Hawks - 1999 : Gala - 2000 : Boroughmuir - 2001 : Stirling County - 2002 : Peebles - 2003 : Watsonians | - 2004 : Gala - 2005 : Stirling County - 2006 : Dundee HSFP - 2007 : Stirling County - 2008 : West of Scotland - 2009 : Dundee HSFP - 2010 : Stirling County RFC |

## Bilan
| Club                | Titre(s) | Premier(s) - Dernier(s) |
| ------------------- | -------- | ----------------------- |
| Stirling County RFC | 5        | 1989-2010               |
| Kelso               | 4        | 1974-1995               |
| Kilmarnock          | 3        | 1982-1987               |
| Dundee HSFP         | 2        | 2006-2009               |
| Gala                | 2        | 1999-2004               |
| Glasgow Academicals | 2        | 1984-1986               |
| Glasgow Hawks       | 2        | 1994-1998               |
| Melrose             | 2        | 1977-1979               |
| Selkirk             | 2        | 1976-1981               |
| Watsonians RFC      | 2        | 1991-2003               |
| West of Scotland    | 2        | 1993-2008               |
| ...                 | -        | -                       |